# 丹巴管螺
丹巴管螺（学名：Phaedusa danbaensis）是烟管蜗牛科管螺属的一种。本物種於2012年起被視為原來認為只分佈於湖北宜昌的白氏管螺的異名:69。

## 分佈
本物種只見於中国大陆四川省的丹巴縣章谷鎮，而這亦是本物種的種小名的由來，
常栖息在阴暗潮湿、多腐殖质的环境。

## 外部連結
- 維基物種上的相關：丹巴管螺